# Test of Japanese as Foreign Language

T.JL (alte Bezeichnung bis ca. 2000: ToJFL)

Der T.JL (alte Bezeichnung: Test of Japanese as Foreign Language (ToJFL)) wurde 1993 von „The Japan Connection“ ins Leben gerufen, um Nicht-Japanern weltweit u. a. als Beurteilungsgrundlage ihrer Japanischkenntnisse zu dienen. Erfolgreiche Absolventen erhalten ein Zertifikat von „The Japan Connection“.
In Europa ist der administrative Ansprechpartner im Bereich T.JL seit 2001 die „Societé France-Japon“ (SFJ) mit Sitz in Paris (Montmartre). Die SFJ bietet seit 1995 den T.JL-Test an.
Wie die SFJ-Jahresbroschüre 2007 darlegt, wird der T.JL-Test weltweit von rund 9.000 Einrichtungen als Sprachnachweis für die japanische Sprache anerkannt. Für Deutschland werden in der Broschüre 40 Einrichtungen benannt, die nach dem QMS-Modell der Societé zertifiziert sind und somit Schulungen für den T.JL durchführen dürfen, sowie zwei Institutionen, die auch die Prüfungsabnahmen qualifiziert sind. 2007 haben europaweit 29.341 Menschen T.JL-Prüfungen abgelegt, wovon 52 Prozent erfolgreich waren.

## Aufbau
Der Test kann in sieben unterschiedlichen Schwierigkeitsstufen (Level I–VII; japanisch 級 kyū) absolviert werden, wobei Level VII die einfachste und Level I die schwerste Stufe darstellt. „Einfach“ und „schwer“ beziehen sich dabei ganz analog zu anderen Sprachtests auf vorausgesetzte erweiterte Grammatik/Wortschatz-Kenntnisse sowie eine Ausweitung der allgemeinen Prüfungskriterien. Mit Multiple-Choice-Fragen werden u. a. Wortschatz- und Grammatikkenntnisse und in vis-à-vis-Dialogen das Hörverständnis getestet.
Neben Grammatik und Wortschatz sind aber auch Fragen zu Themen wie Geschichte und Kultur Japans einer der festen Prüfungsbestandteile; einer der wesentlichsten Punkte, in denen sich JLPT und T.JL unterscheiden.

## Idee hinter dem T.JL
Die Entwicklung des T.JL als Sprachtest unterlag und unterliegt zwei generellen Leitlinien:
1. Es soll ein kostengünstiger und dennoch gut vergleichbarer Test für die japanische Sprache etabliert werden, wobei sich kostengünstig auf Vorgaben für alle beteiligten Partner bezieht und keine Wertung im Vergleich mit anderen Sprachtests darstellen soll.
2. Der T.JL soll neben Sprachkenntnissen auch Landeskenntnisse inklusive Geschichte enthalten.

Entsprechend dieser Tatsachen wird der T.JL in der SFJ-Broschüre 2005 selbst als „Test der japanischen Kultur und Sprache“ bezeichnet. Die Reduktion auf das Schlagwort „Sprachtest“ ist bei deutschen Anbietern wie der All Asian Society und verschiedenen Volkshochschulen geschehen.

## Zielgruppen
Der T.JL richtet sich – im Gegensatz z. B. zum JLPT – an Schulen und sonstige Bildungs-Institutionen, die ihren Schülern/Mitgliedern/Teilnehmern eine Zertifizierungsmöglichkeit neben dem sonstigen Schulungsangebot bieten möchten. Einzelpersonen können sich nicht bei einem T.JL-Test anmelden.

## Lerninhalte
Im März 2008 wurden die kooperierenden Bildungsträger und Institute von der Societé France-Japon über das geänderte Anforderungsprofil des T.JL in Kenntnis gesetzt. Die Änderungen gelten ab dem 15. April 2008 verpflichtend. Zum einen wurde der Lernumfang durch die zwei praktischen Scheine KANA才能 und 漢字実科 sowie die Hörverständnisprüfung erweitert und zum anderen ist die von Andreas Neumann 2005 (all asian society) entwickelte und umgesetzte E-Learning-Umgebung クリック für alle in Europa stattfindenden T.JL-Tests beginnend mit Level 4 (4級) verpflichtend vorgeschrieben. Wie auch bei der vorherigen E-Learning-Umgebung werden die Server in den einzelnen Ländern von den jeweiligen Partnern, aber unter Aufsicht der SFJ, betrieben. Die Redekompetenz wird weiterhin durch zertifizierte Prüfer in den jeweiligen Institutionen ab Level 3 geprüft. Die Prüfungsdauer liegt bei ca. einer halben Stunde und ist in den Tabellenangaben nicht enthalten.
| Level                    | Inhalte | Ausbaustufe | Sonstige Informationen                             |
| ------------------------ | --- | --- | -------------------------------------------------- |
| 1級 ikkyū                | Schrift-Vokabular Hörverständnis Lesekompetenz-Grammatik Redekompetenz Alltagswissen Schwerpunkt: japanische Literatur                             | 2.000 Kanji 10.000 Vokabeln 500 Lernstunden | Prüfungsdauer umfasst 4 h Zum Bestehen nötig: 70 % |
| 2級 nikyū                | Schrift-Vokabular Hörverständnis Lesekompetenz-Grammatik Redekompetenz Geschichte Japans bis heute Alltagswissen Schwerpunkt: japanische Kunst     | 1800 Kanji 7.000 Vokabeln 300 Lernstunden | Prüfungsdauer umfasst 3 h Zum Bestehen nötig: 70 % |
| 3級 sankyū               | Schrift-Vokabular Hörverständnis Lesekompetenz-Grammatik Redekompetenz Geschichte Japans bis 1945 Alltagswissen Schwerpunkt: Religionen in Japan   | 1500 Kanji 5.000 Vokabeln 300 Lernstunden | Prüfungsdauer umfasst 3 h Zum Bestehen nötig: 70 % |
| リスニング               | Hörverständnisprüfung mit 40 Vorbereitungsstunden                                                                                                  | - | Prüfungsdauer umfasst 1 h Zum Bestehen nötig: 85 % |
| 4級 yonkyū               | Schrift-Vokabular Hörverständnis Lesekompetenz-Grammatik Redekompetenz Geschichte Japans bis 1935 Alltagswissen Schwerpunkt: japanische Politik    | 1.200 Kanji 3.500 Vokabeln 250 Lernstunden | Prüfungsdauer umfasst 3 h Zum Bestehen nötig: 70 % |
| 5級 gokyū                | Schrift-Vokabular Hörverständnis Lesekompetenz-Grammatik Geschichte Japans bis 1800 Alltagswissen Schwerpunkt: japanische Wirtschaft               | 950 Kanji 2.000 Vokabeln 250 Lernstunden | Prüfungsdauer umfasst 2 h Zum Bestehen nötig: 60 % |
| 6級 rokukyū              | Schrift-Vokabular Hörverständnis Lesekompetenz-Grammatik Geschichte Japans bis 1500 nach Christus Alltagswissen Schwerpunkt: Shintō und Buddhismus | 650 Kanji 1.000 Vokabeln 150 Lernstunden | Prüfungsdauer umfasst 2 h Zum Bestehen nötig: 60 % |
| 漢字実科 auch: Kanji実科 | Einführung Kanji | Begriffserläuterungen (z. B. Logo- und Piktogramme, Radikale) Erläuterung Hanzi und Hanja Transkriptionssysteme 300 Kanji Schreibübungen 40 Lernstunden | Prüfungsdauer umfasst 1 h Zum Bestehen nötig: 70 % |
| KANA才能                 | Silbenalphabete Hiragana und Katakana | Beide Silbenalphabete 25 Lernstunden | Prüfungsdauer umfasst 1 h Zum Bestehen nötig: 70 % |
| 7級 shichikyū            | Schrift-Vokabular Hörverständnis Lesekompetenz-Grammatik Geschichte Japans bis 1000 nach Christus Geographische Kenntnisse Alltagswissen           | 60 Kanji 400 Vokabeln 40 Lernstunden | Prüfungsdauer umfasst 2 h Zum Bestehen nötig: 50 % |